# Свети манастир (Метеора)
Вижте пояснителната страница за други значения на Свети манастир.
„Свети манастир“ (на гръцки: Αγία Μονή) е бивш православен манастир на Метеора, Гърция. Днес от него са останали руини.